# Ballina (ort i Irland, Munster)
Ballina är en ort i republiken Irland.   Den ligger i provinsen Munster, i den centrala delen av landet, 160 km väster om huvudstaden Dublin. Ballina ligger 41 meter över havet och antalet invånare är 2 442. Den ligger vid sjön Lough Derg.
Terrängen runt Ballina är kuperad norrut, men söderut är den platt.Runt Ballina är det glesbefolkat, med 12 invånare per kvadratkilometer. Närmaste större samhälle är Nenagh Bridge, 18,1 km nordost om Ballina. Trakten runt Ballina består i huvudsak av gräsmarker.